# Gilly-sur-Isère
Gilly-sur-Isère är en kommun i departementet Savoie i regionen Auvergne-Rhône-Alpes i sydöstra Frankrike. Kommunen ligger i kantonen Albertville-Sud som tillhör arrondissementet Albertville. År 2022 hade Gilly-sur-Isère 3 109 invånare.

## Befolkningsutveckling
Antalet invånare i kommunen Gilly-sur-Isère
| Referens: INSEE |